# Louis Wilhelm Decker
Louis Wilhelm Decker (* 17. Mai 1846 in Zeulenroda, Fürstentum Reuß älterer Linie; † 28. Mai 1915 in Berlin-Zehlendorf) war ein deutscher Fabrikant und Stadtrat in Mittweida. 1911 wurde er zum Ehrenbürger von Mittweida ernannt.

## Leben
Decker wurde als Sohn von Wilhelm Friedrich Decker und Anna Barbara, geb. Briatte in Zeulenroda geboren. 1867 zog er nach Mittweida und erwarb eine 1798 gegründete Kammsetzerei von der Familie Lossius. 1872 wandelte er diese in die Mechanische Kratzenfabrik AG Mittweida um und leitete das Unternehmen als Direktor. Das Unternehmen auf der Burgstädter Straße 50/54 entwickelte sich zum größten Hersteller von Kratzen im europäischen Raum und führte 1883 als erster die Herstellung von elektrischem Strom für seine Fabrik in Mittweida ein. Auf der Weltausstellung 1873 in Wien stellte die Mechanische Kratzenfabrik Flachdrahtkratzen aus geplättetem Runddraht aus. 1886 wurde er in den Stadtrat in Mittweida gewählt. Dieses Amt hatte er bis 1911 inne. Um 1896 hat die Mechanische Kratzenfabrik auch metallische Kämme hergestellt. Der sächsische König Albert (Sachsen) besuchte am 17. Juli 1890 Mittweida und besichtigte u. a. die Mechanische Kratzenfabrik und wurde von Decker in seine Villa beherbergt. Decker wurde 1892 von der sächsischen Regierung zum königlich-sächsischen Kommerzienrat ernannt. Am 3. Januar 1911 wurde er zum Ehrenbürger von Mittweida ernannt. 1914 musste die AG Insolvenz anmelden. Decker ist während eines Erholungsaufenthaltes in Berlin-Zehlendorf verstorben. Die Fabrikation wurde anschließend von seinem Schwiegersohn Georg von Struve (1867–1949) weitergeführt. Teile der Fabrik wurden als Wollwarenfabrik von Wilhelm Werner Stache (1896–1953) übernommen. Die ehemalige Mechanische Kratzenfabrik AG wurde 1946 verstaatlicht und bis 1990 zuletzt als VEB Textima und Spezialdraht Mittweida fortgeführt.
Decker hat mehrere Patente in Deutschland und weiteren Ländern angemeldet.
1875 wurde er in die Freimaurerloge Balduin zur Linde in Leipzig aufgenommen. 1888 tritt er neben dem Gründer Carl Erdmann Heine als Aktionär der Leipziger Westend-Baugesellschaft auf.
Decker war maßgeblich an der Erschließung eines Gebietes westlich des Stadtkerns von Mittweida mit villenartigen Gebäuden ab 1887 beteiligt. Das Gebiet wird noch heute im Volksmund Deckerberg genannt. Die heutige Poststraße in Mittweida hieß bis 1945 Deckerstraße und die Familie Decker wohnte in der Villa Deckerstraße 29, heute die Geschäftsstelle der Arbeiterwohlfahrt Südsachsen gemeinnützige GmbH.
Louis Wilhelm Decker war in 1. Ehe mit Elisabeth, geb. Freeman-Eales (1845–1873) und in 2. Ehe mit Margarete, geb. Leonhard (1854–1937) aus Mittweida verheiratet.

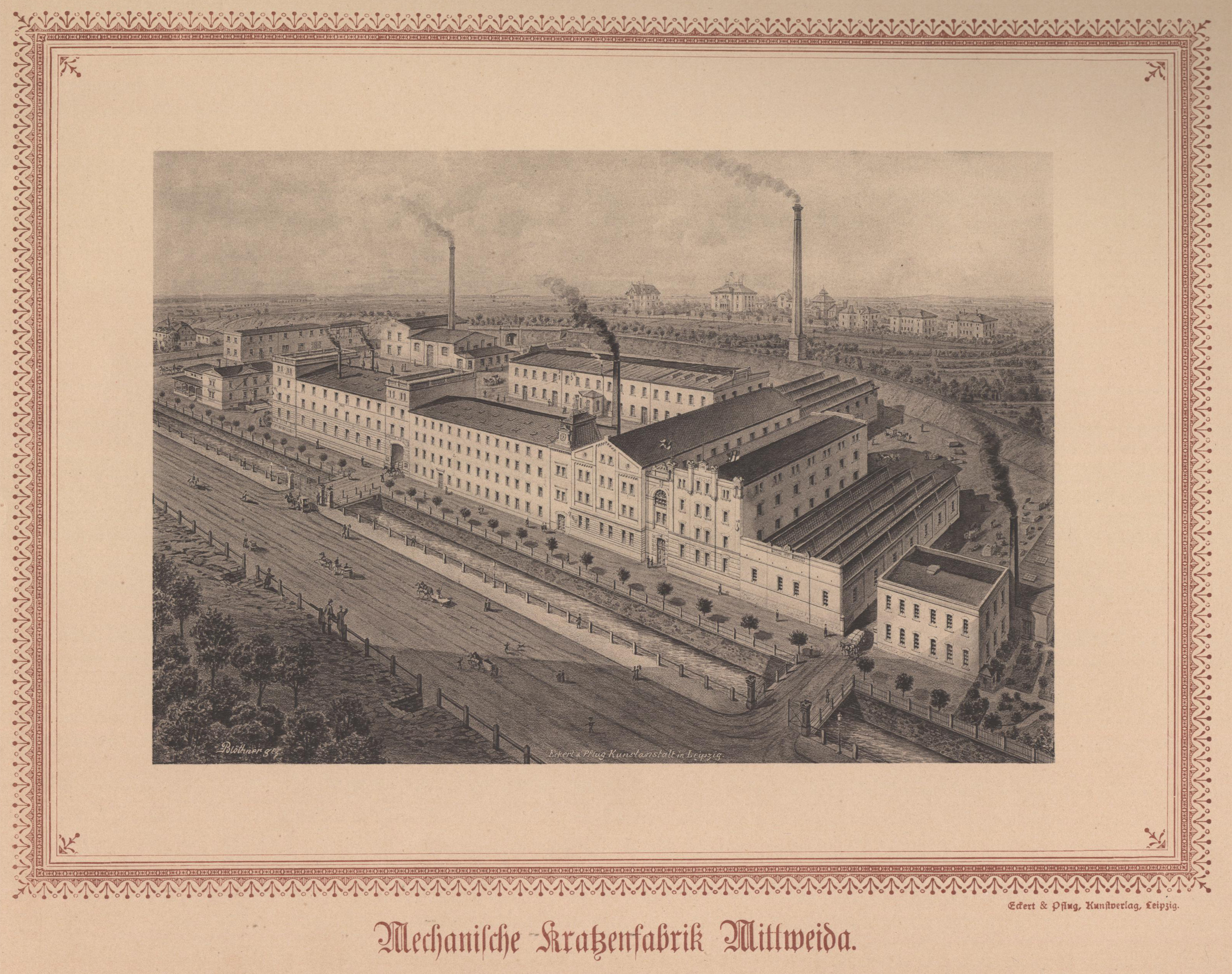
Mechanische Kratzenfabrik Mittweida 1892
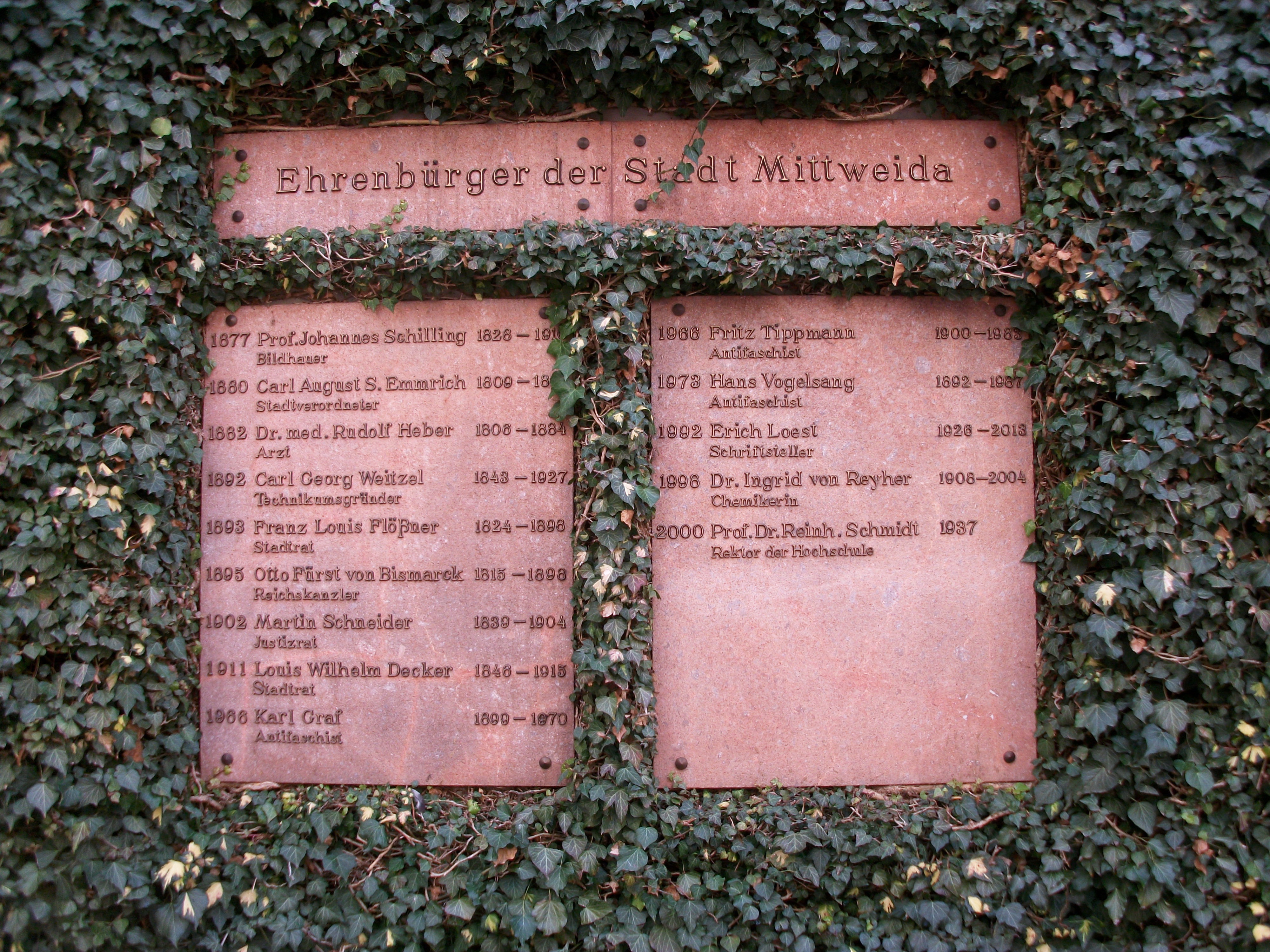
Tafel der Ehrenbürger von Mittweida
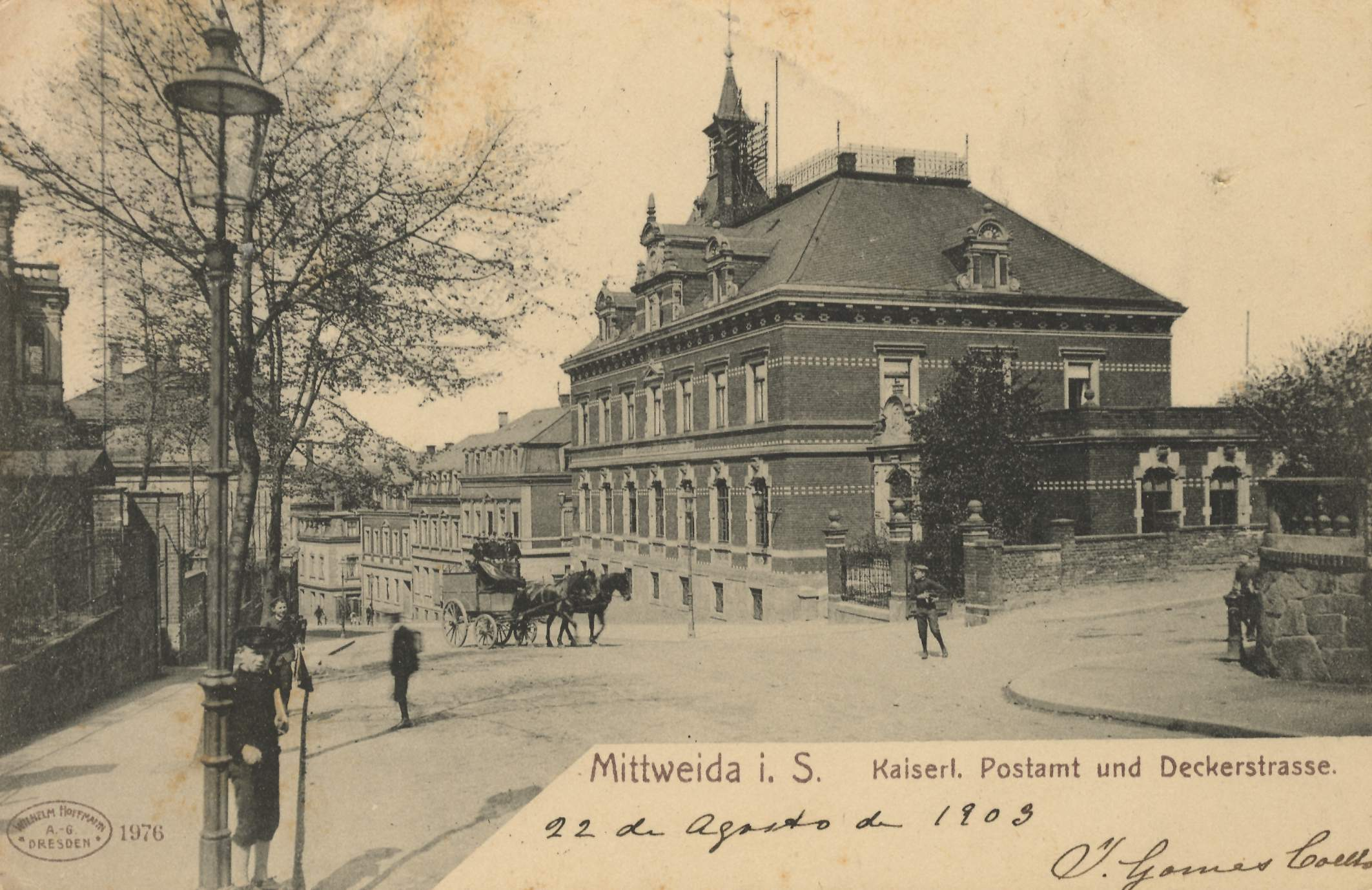
Postamt und Deckerstraße in Mittweida 1903
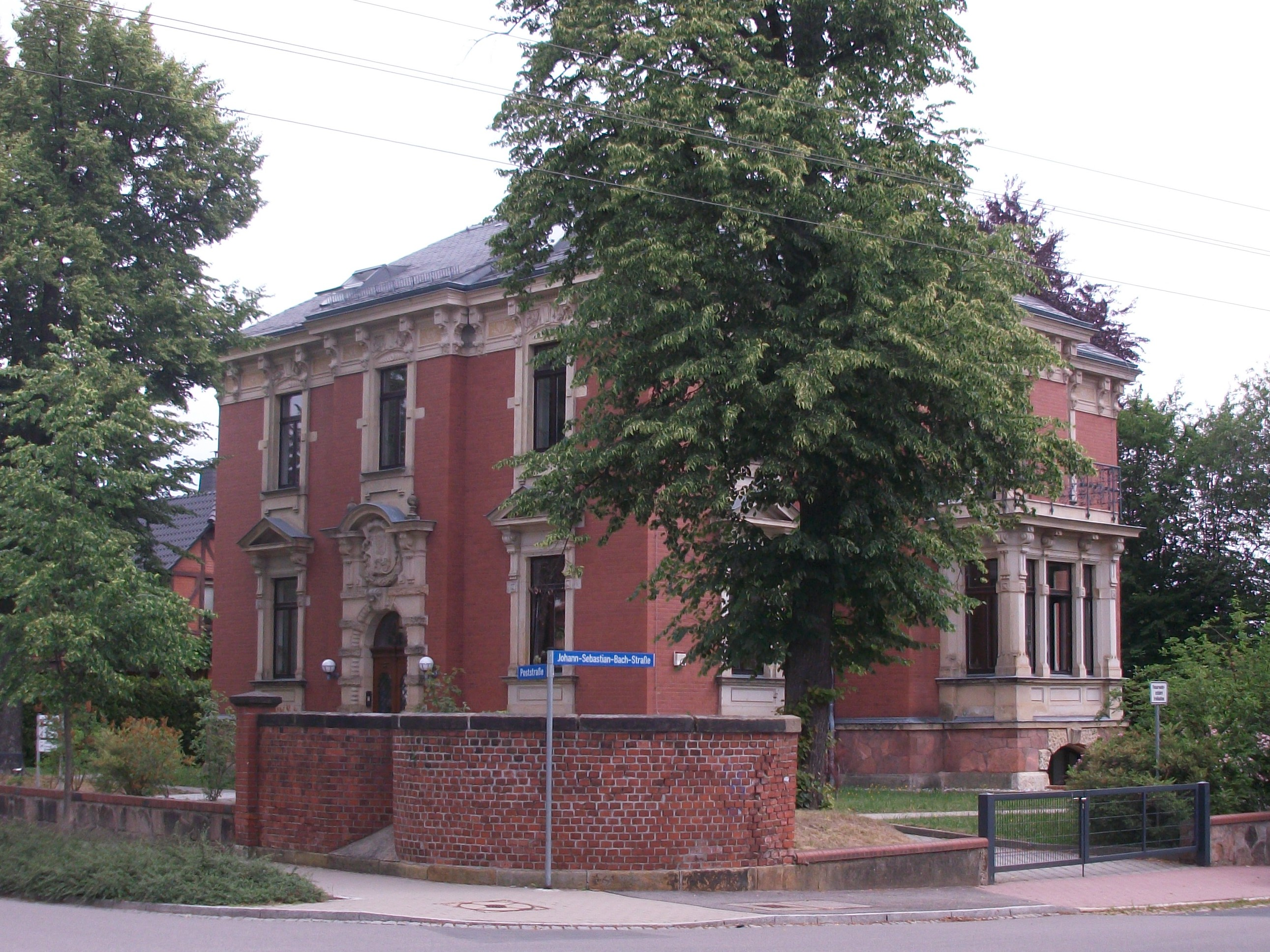
Deckervilla in der heutigen Poststraße 29 in Mittweida
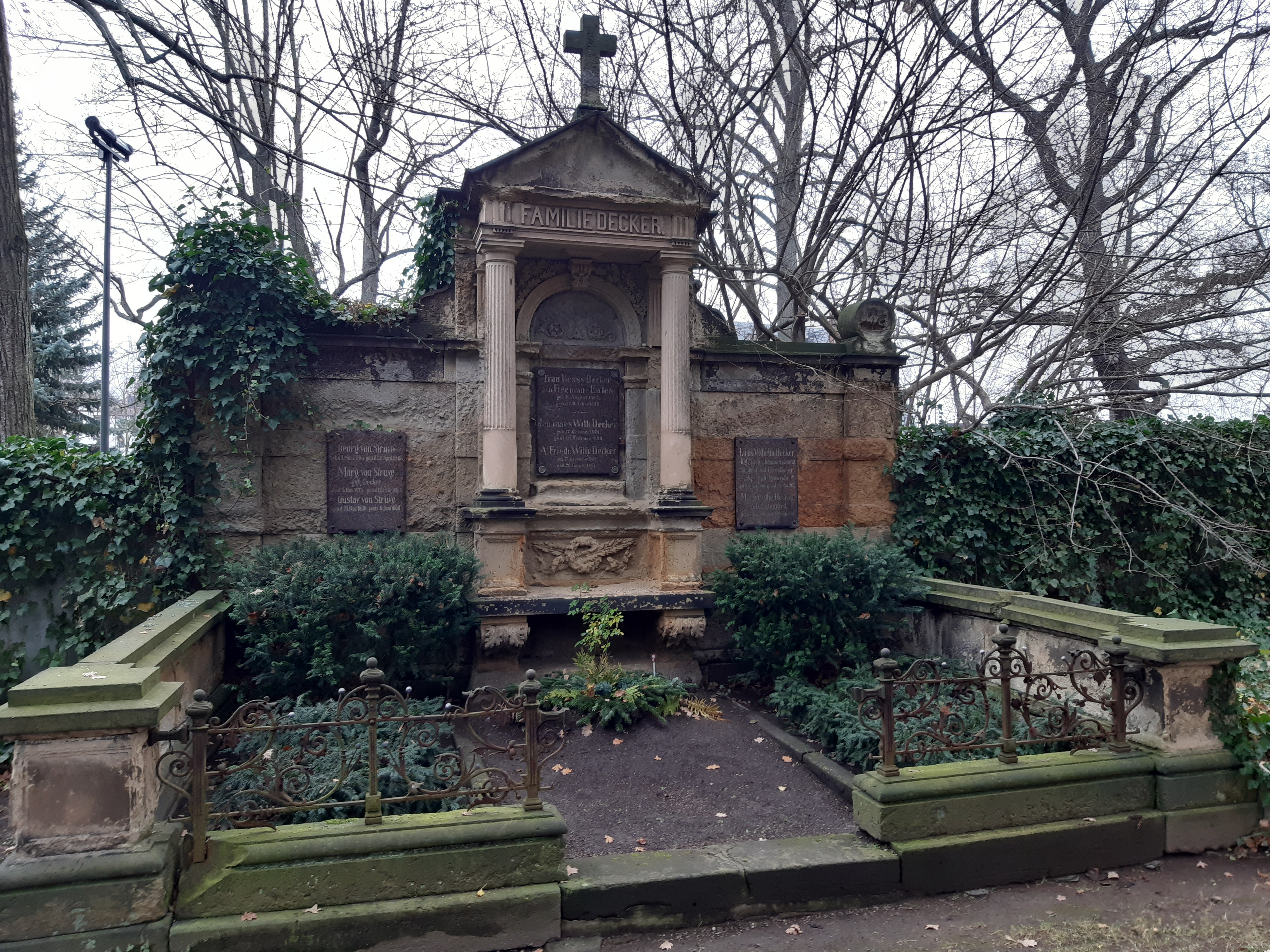
Grabstätte der Familie Decker auf dem Alten Friedhof in Mittweida